# Aleucanitis medialba
Aleucanitis medialba là một loài bướm đêm trong họ Noctuidae.